# Klin (powieść)
Klin – powieść sensacyjna Joanny Chmielewskiej z 1964 roku, debiut literacki autorki. Została sfilmowana (Lekarstwo na miłość, reż. Jan Batory, 1966), a także przetłumaczona na język rosyjski.

## Ważniejsze postacie w utworze
- Joanna – pracuje w biurze projektowym, dorabia sobie pisaniem artykułów o domach kultury, jest nieszczęśliwie zakochana
- Janka – przyjaciółka Joanny
- Janusz – znajomy Joanny, przedmiot jej nieodwzajemnionych uczuć
- Tajemniczy mężczyzna – poznany przypadkiem w czasie rozmowy telefonicznej, nawiązuje romans z Joanną
- Wiesio – kolega Joanny pracujący w biurze projektowym
- Spiker Polskiego Radia – przypadkiem wmieszany w historię pomyłek telefonicznych
- Janusz – kolega Joanny pracujący w biurze projektowym

## Opis fabuły
Główną bohaterką powieści jest Joanna, która zakochała się nieszczęśliwie w swoim znajomym, Januszu. Wiedziała, że przyjechał on do Warszawy, i niepokoiła się, że jeszcze do niej nie zadzwonił. Wstydziła się jednak zadzwonić do hotelu i postanowiła zwrócić się o pomoc do swojej przyjaciółki, Haliny. Zadzwoniła do niej i poprosiła, żeby ta zatelefonowała do hotelu i zorientowała się, czy przebywa tam Janusz, opowiadając zmyśloną historię, ale przyjaciółka miała przed tym opory. Tymczasem w telefoniczną rozmowę pań włączył się przypadkowy człowiek, proponując, że on załatwi tę sprawę. Po chwili oddzwonił do Joanny i poinformował ją, że Janusz przebywa w hotelu, ale zrobił na nim tak negatywne wrażenie, że odradza kobiecie kontynuowanie znajomości i uważa, że najlepszą metodą, aby się odkochać, jest zakochanie się w kimś innym – "klin klinem". Joanna spontanicznie stwierdziła, że może on sam mógłby stać się takim klinem i w ten sposób nawiązał się romans. Joanna spotkała się z mężczyzną, spędzili miły wieczór, jednak wyszło na jaw, że człowiek ten jest bardzo tajemniczy. Po kilku dniach ponownie zadzwonił do Joanny i okazało się, że kontakt telefoniczny jest w tym wypadku lepszy.
Mężczyzna ów nie chciał powiedzieć na swój temat nic bliższego, nawet podać prawdziwego imienia i nazwiska. Joanna postanowiła więc za wszelką cenę go rozszyfrować. Przeżywając nieszczęśliwą miłość i zajmując się zdobywaniem informacji o nowym znajomym, kobieta nie zauważyła niepokojących wydarzeń wokół siebie. Pewnego dnia zadzwonił jej telefon, a treść rozmowy była co najmniej dziwna. Sytuacja powtórzyła się wielokrotnie. Zamiast zbagatelizować sprawę i uznać pomyłkę telefoniczną Joanna zaczęła odpowiadać tajemniczym rozmówcom. Po kolejnych rozmowach bohaterka doszła do wniosku, że seria telefonów jest związana z działalnością przestępczą kilku osób (akcją "Szkorbut"), a ona sama znalazła się nie z własnej woli w środku intrygi. Tym razem kobieta również postąpiła nielogicznie – postanowiła bowiem rozwikłać tę zagadkę. Z czasem zaczęła się domyślać, że sprawa ma związek z wykorzystywaniem aparatury nagłośnieniowej, a być może także podsłuchowej. Przypuszczała, że afera ma charakter szpiegowski. W dodatku przyszło jej na myśl, iż właśnie ów tajemniczy osobnik ma związek z całą historią, a ona została w nią wplątana w momencie, kiedy on omyłkowo podał komuś jej numer telefonu zamiast innego.
Efektem prywatnego śledztwa Joanny było przesłuchanie, podczas którego kobieta opowiedziała całą historię. Wkrótce bohaterka spotkała się z tajemniczym mężczyzną (jak się okazało, miał on na imię Janusz) i z trudem przekonała, że cała akcja była najzupełniej legalnymi działaniami wywiadu. Tym razem znajomość zaczęła się zapowiadać na romans nie tylko telefoniczny.

## Powstanie powieści
W Autobiografii napisanej przez Joannę Chmielewską pisarka wspomniała, jak doszło do powstania Klina. Chmielewska od dawna nosiła się z zamiarem napisania powieści. Do zrealizowania tego zamiaru zainspirowała ją znajomość z pewnym mężczyzną, Januszem, w którym zakochała się bez wzajemności. Szukając sposobu sprawdzenia, czy przebywa on w jednym z warszawskich hoteli poprosiła swoją przyjaciółkę Halinę, by tam zadzwoniła. Podczas rozmowy koleżanek faktycznie włączył się do niej przypadkowy rozmówca. Prawdą jest również, że pisarka chciała dowiedzieć się, kim ów mężczyzna jest, a także to, że zajmowała się wówczas pracą w charakterze architekta oraz pisaniem artykułów o domach kultury.
Pierwotnie powstała tylko pierwsza część powieści. Chmielewska – za namową znajomych, którzy przeczytali jej dzieło – doszła do wniosku, że może warto je wydać. Pokazała maszynopis Marianowi Eilemu, który ocenił tekst pozytywnie i zaprotegował młodą pisarkę w wydawnictwie "Czytelnik". Tam polecono Chmielewskiej dopisać dalszy ciąg, gdyż uznano, że objętościowo tekstu jest za dużo na nowelę, a za mało na powieść.
Do napisania drugiej części powieści, związanej z tajemniczą akcją "Szkorbut", zainspirowało Chmielewską inne zdarzenie – ktoś zadzwonił do jej szwagra i powiedział takie hasło. Sytuacja powtórzyła się kilkakrotnie i zostało to zgłoszone na milicję. Wkrótce do szwagra pisarki przestano dzwonić z hasłem "szkorbut" i innymi intrygującymi informacjami, jednak Chmielewska i jej rodzina nigdy nie poznali przyczyny serii dziwnych telefonów.
Klin został wydany po raz pierwszy w 1964 roku przez Spółdzielnię Wydawniczą "Czytelnik" w nakładzie 20 290 egzemplarzy jako jedna z powieści z serii powieści kryminalnych i sensacyjnych Z jamnikiem.